# Scaphocalanus curtus
Scaphocalanus curtus är en kräftdjursart som först beskrevs av Farran 1926.  Scaphocalanus curtus ingår i släktet Scaphocalanus och familjen Scolecitrichidae. Inga underarter finns listade i Catalogue of Life.